# Abul Chair-chán
Abul Chair-chán, plným jménem Myrza Äbılqaiyr Mūhammed Han bin Qajy Abdūllah Sūltan (kazašsky Мырза Әбілқайыр Мұхаммед хан бин Қажы Абдұллаh Сұлтан) (1693–1748) byl vůdcem malého žüzu (hordy), jedné ze tří součástí Kazašského chanátu, která se rozkládala v dnešním západním a středním Kazachstánu. Během tohoto období malý žüz bojoval s Džungary, aby pomstil „velkou katastrofu“, neboli nedávnou džungarskou invazi na kazašská území. Pod vedením Abul-Chaira Kazaši porazili Džungary nejprve u řeky Bulanty v roce 1726 a poté i v bitvě u Anrakaje v roce 1729. Za to si Abul vysloužil titul „Šáh-i-Turan“ (persky „král Turanu“).
Abul Chair se narodil jako druhý nejstarší syn Hajji Abdullaha Sultana, kazašského murzy (aristokrata), který se vyšvihl a dostal se ke královskému dvoru. Stejně jako jeho otec, i Abul Chair začínal jako murza, než se dostal na trůn. V kazašských dějinách to není zcela obvyklé a Abul tak patří k hrstce chánů kazašského chanátu, kteří nepocházeli z rodu Žaníbeka nebo Kereie, dvou zakladatelů chanátu. Jeho zisk trůnu se připisuje obvykle mimořádným politickým a diplomatickým schopnostem jeho otce. Abul Chair se ujal vlády v roce 1718. Aby získal ruskou pomoc proti Džungarům, složil v roce 1731 přísahu věrnosti ruské koruně. Později se snažil ruský vliv naopak utlumit. Ve snaze sjednotit svou říši a zabránit dezercím k Džungarům, Abul Chair také posiloval náboženskou, tedy sunnitsko-islámskou, identitu mezi Kazachy (Džungarové byli buddhisté).
Abul Chair nesmí být zaměňován s Abu'l-Chajr-chánem (uzbecky: Abulxayirxon), zakladatelem Uzbeckého chanátu.